# Архијерејско намесништво друго нишко
Архијерејско намесништво друго нишко сачињава одређени број црквених општина и парохија Српске православане цркве у Епархији нишкој, под надзором архијерејског намесника са седиштем у Нишу у храму Светог цара Константина и царице Јелене. Административно, намесништво припада општини Медијана и Нишавском управном округу.
Намесништво опслужује вернике из Ниша, и у свом саставу има - сакралне објеката изграђена у периоду од 16. до 21. века. У последњих двадесет година цркве намесништва доведене су у функционално стање неопходно за Богослужење верујућег народа.
У саставу Архијерејског намесништва Другог Нишког је 19 парохије са 22 храма.

## Парохије, седиште и области
| Парохија                                                    | Седиште парохије                                        | Области |
| ----------------------------------------------------------- | ------------------------------------------------------- | --- |
| Храм Светог цара Константина и царице Јелене, осам парохија | Ниш Храм Светог цара Константина и царице Јелене        | - Делови града Ниша |
| Храм Светог Луке, четири парохије                           | Храм Светог Луке Ниш                                    | - Делови града Ниша |
| Нишкобањске, две парохије                                   | Нишка Бања Храм Светог пророка Илије                    | - Део Нишке Бање - Села Раутово, Радикина Бара |
| Брзобродска                                                 | Брзи Брод Храм Света Три Јерарха                        | - Део насеља Брзи Брод |
| Заплањска                                                   | Марина Кутина Храм Свете Петке                          | - Села — Горњи Барбеш, Доњи Барбеш, Русна, Горње Власе, Ново Село, Гркиња, Марина Кутина, Гаџин Хан, Виландрица, Велики Крчимир, Равна Дубрава, Горњи Присјан, Мали Крчимир, Семче, Велики Вртоп, Доњи Присјан, Комарица, Гуњетина, Личје, Горње Драговље, Шебет, Доњи Душник, Сопотница, Гаре, Краставче, Миљковац, Дуга Пољана, Овсињац, Калетинац, Јагличје, Ћелије, Чагровац, Копривница |
| Јелашничка                                                  | Јелашница Храм Светих апостола Петра и Павла            | - Села — Јелашница, Доња Студена, Горња Студена, Куновица |
| Парохија у насељу Никола Тесла                              | Насеље Никола Тесла Храм Светих врачева Козме и Дамјана | - Део насеља Никола Тесла - Села — Прва Кутина |
| Сићевачко-островичка                                        | Островица Храм Свете Петке                              | - Села — Сићево, Островица, Црнче, Ланиште, Равни До, насеље Суви До |

## Храмови у парохијама
| Парохија                                                    | Седиште парохије    | Храмови |
| ----------------------------------------------------------- | ------------------- | --- |
| Храм Светог цара Константина и царице Јелене, осам парохија | Ниш                 | Храм Светог цара Константина и царице Јелене у Нишу |
| Храм Светог Луке, четири парохије                           | Ниш                 | Храм Светог Луке у Нишу |
| Нишкобањске, две парохије                                   | Нишка Бања          | Храм светог пророка Илије у Нишкој Бањи |
| Брзобродска                                                 | Брзи Брод           | Храм света Три Јерарха у Брзом броду - |
| Заплањска                                                   | Марина Кутина       | Храм светог великомученика Георгија у Горњем Барбешу - Храм Успења Пресвете Богородице у Гркињи - Храм свете Петке у Мариној Кутини - Храм Вазнесења Господњег у Великом Крчимиру - Храм светог Николаја у Доњем Драговљу - Стари храм светог Николаја у Доњем Драговљу - Храм Свете Тројице у Ћелијама - Храм светог пророка Илије у Јагличју |
| Јелашничка                                                  | Јелашница           | Храм светих апостола Петра и Павла у Јелашници - Храм светог Николаја Мириликијског у селу Доња Студена - Храм Свете Тројице у Горњој Студени - Храм светог Николаја Мириликијског у селу Манастир |
| Парохија у насељу Никола Тесла                              | Насеље Никола Тесла | Храм Светих врачева Козме и Дамјана у насељу „Никола Тесла” - Храм Светог Архангела Гаврила у Првој Кутини |
| Сићевачко-островичка                                        | Островица           | Храм свете Петке у Островици - Храм светог пророка Илије у Сићеву - Храм светих апостола Петра и Павла у Островици - Храм светог Архангела Гаврила у Островици |

## Галерија
- Иконостас храма Св. Илије у Сићеву